# Infraklavikuläre Plexusblockade
Die infraklavikuläre Plexus-brachialis-Blockade, auch Vertikal-infraklavikuläre Plexus-brachialis-Blockade (VIB oder VIP) oder infraklavikuläre Plexusanästhesie genannt, ist ein Regionalanästhesieverfahren, das operative Eingriffe am Arm ermöglicht. Dabei werden durch die Injektion von Lokalanästhetika unterhalb (infra-) des Schlüsselbeins (Klavikula) die Nerven des Plexus brachialis (Nervus medianus, Nervus ulnaris, Nervus radialis, Nervus musculocutaneus) reversibel blockiert. Die infraklavikuläre Plexus-brachialis-Blockade ist ein relativ einfach durchzuführendes und nebenwirkungsarmes Verfahren. Vorteile gegenüber der axillären Plexusblockade sind eine hohe Rate an kompletten Blockaden und eine schnelle Anschlagszeit. Nachteilig ist das Risiko, als Komplikation einen Pneumothorax zu erzeugen.

## Anwendungsgebiete
Die infraklavikuläre Plexus-brachialis-Blockade ermöglicht Operationen am unteren (distalen) Oberarm, dem Ellbogen, dem Unterarm und der Hand. Auch eine schmerztherapeutische Anwendung, etwa bei Neuralgien, CRPS oder Phantomschmerzen ist möglich. Dabei wird im Rahmen der Punktion oft ein Katheter eingelegt, über den kontinuierlich Anästhetika injiziert werden können.
Gegenanzeigen (Kontraindikationen) sind Infektionen oder Tumoren im Punktionsbereich, Störungen der Blutgerinnung oder die Einnahme von gerinnungshemmenden Medikamenten, Fremdkörper (Herzschrittmacher, Ports), ein Pneumothorax, ein Horner-Syndrom oder eine Recurrensparese der Gegenseite sowie Ablehnung oder fehlende Kooperation durch den Patienten.

## Durchführung

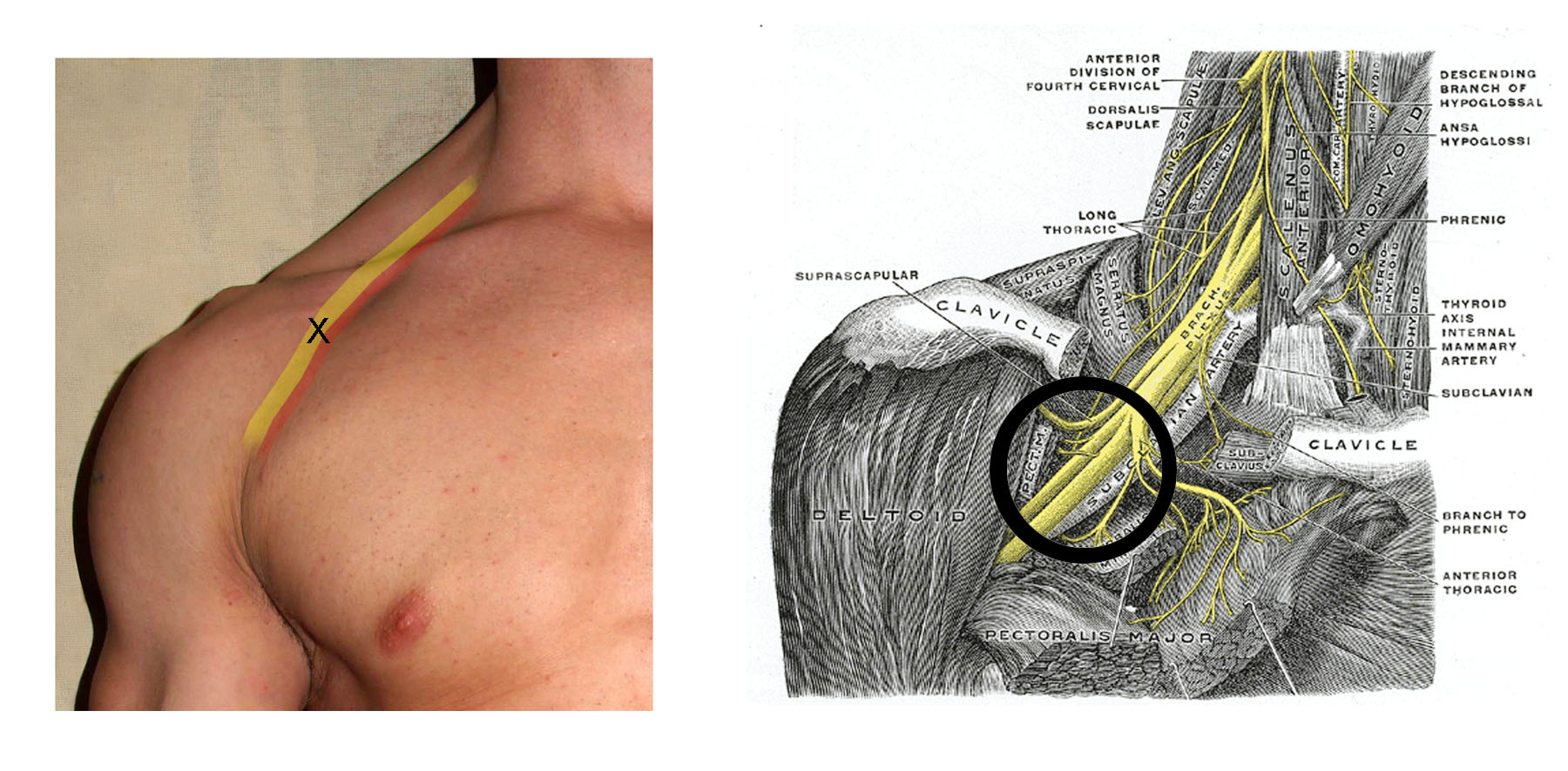
Punktionsort der infraklavikulären Plexusblockade unterhalb des Schlüsselbeins. Verlauf von Arterie und Nerven, Ort der Ausschaltung.

Die Durchführung erfolgt unter sterilen Bedingungen. Die Punktionsstelle befindet sich unterhalb des Schlüsselbeins (vgl. Abbildung). Die Punktion erfolgt exakt in der Mitte der Klavikula. Nach der gängigen Technik nach Kilka, Geiger und Mehrkens wird die Kanüle streng vertikal zur Unterlage eingestochen, bei der Technik nach Raj erfolgt die Punktion nach außen (lateral), zur Achsel hin. Die Identifikation der Nerven unterhalb des Schlüsselbeins kann durch verschiedene Vorgehensweisen erfolgen. Meist wird das Aufsuchen mit Hilfe eines Nervenstimulators durchgeführt, der mit dem Ende der Punktionskanüle verbunden ist. Die Lage der Nadelspitze in der Nähe der Nerven zeigt sich dabei durch Muskelzuckungen im Handbereich. Auch eine ultraschallgesteuerte Punktion ist möglich. In neueren Untersuchungen zeigte sich eine Überlegenheit gegenüber der konventionellen Technik.
Bei Verwendung des Nervenstimulators werden etwa 40 ml Lokalanästhetikum injiziert. Bei Ultraschallgezielter Blockade reichen 10–15 ml Lokalanästhetikum für eine suffiziente Blockade aus.
Es werden je nach Operationsdauer schnell- und kurzwirksamere Lokalanästhetika wie Prilocain oder Mepivacain oder längerwirksame Substanzen wie Ropivacain genutzt, eventuell auch in Kombination.

## Nebenwirkungen
Nebenwirkungen sind selten. Nervenschädigungen können durch direkte Verletzung mit der Kanüle oder durch toxische Effekte von Lokalanästhetika ausgelöst werden, die versehentlich in den Nerven (intraneural) eingespritzt werden. Diese Schäden lassen sich durch das Verwenden von stumpfen Kanülen und das Unterlassen von Injektionen bei Missempfindungen (Parästhesien) während der Durchführung vermeiden. Durch die versehentliche Injektion in Blutgefäße (intravasal) sind Auswirkungen auf das Herz-Kreislaufsystem (Bradykardie, Hypotonie, Kreislaufstillstand bei hohen Dosen) oder zentrale Nervensystem (Krampfanfälle, Bewusstseinsstörungen) möglich. Durch Auswirkungen der Lokalanästhetika sind Ausfälle des sympathischen Halsnervenstrangs (Horner-Syndrom), der Nervus recurrens (Recurrensparese) oder sehr selten des Nervus phrenicus (Phrenikusparese) möglich, die jedoch reversibel sind.
Durch die Punktion des Rippenfells (der Pleura) kann ein Pneumothorax entstehen (0,2–0,7 %).